# Euphilotes baldyensis
Euphilotes baldyensis är en fjärilsart som beskrevs av Gunder 1925. Euphilotes baldyensis ingår i släktet Euphilotes och familjen juvelvingar. Inga underarter finns listade i Catalogue of Life.